# Marqués de Cáceres

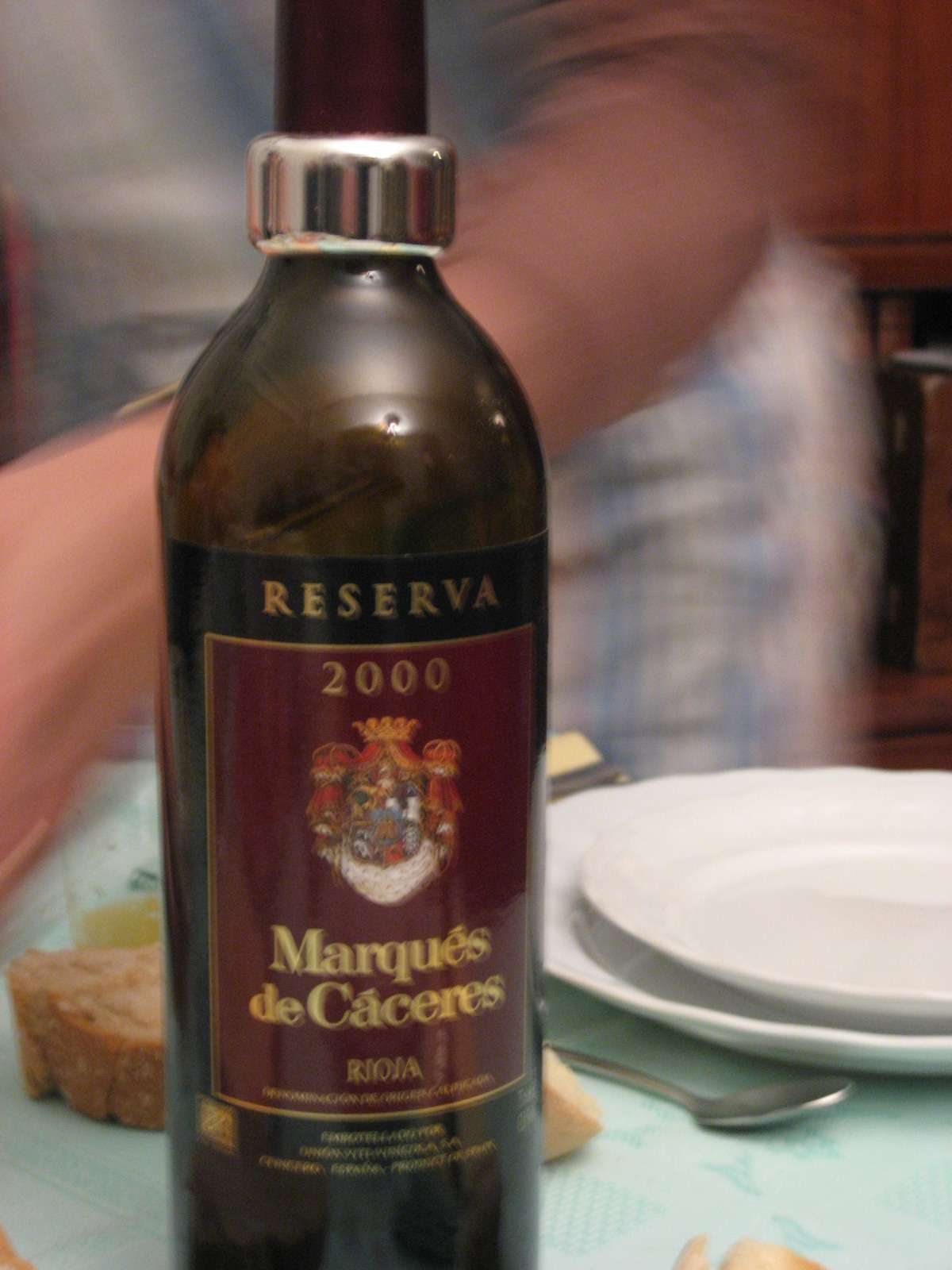
Una botella de Rioja de la cosecha del año 2000

Marqués de Cáceres es una productora de vino con sede en Cenicero, Rioja Alta, España. Sus vinos se encuentran entre los vinos españoles más vendidos en Estados Unidos.
La bodega fue fundada en el año 1970 por Henri Forner en Cenicero, Rioja Alta, y lleva el nombre de su principal inversor, Vicente Noguera y Espinosa de los Monteros, VII Marqués de Cáceres. La familia de Forner huyó a Francia durante la Guerra Civil Española. Los primeros vinos salieron al mercado en 1975.